# Sporophila corvina
Sporophila corvina là một loài chim trong họ Thraupidae.